# Fédération gambienne de handball
La Fédération gambienne de handball, de son vrai nom, association gambienne de handball (en anglais : Gambia Handball Association (GHA)) est l'organisation chargé de gérer, promouvoir et réguler le handball en Gambie.
La fédération, fondée en 1986 est membre de la Fédération Internationale de Handball depuis 1990. Le président de l'association est Lamin K. Colley  et le secrétaire général est Hafizou M. Jallow.